# Michael Matijevic
Michael Matijevic (seudónimo artístico de Miljenko Matijevic; Zagreb, Croacia; 29 de noviembre de 1964) es un vocalista de hard rock, más conocido por ser el vocalista de la banda estadounidense Steelheart. Ha citado a Robert Plant de Led Zeppelin y a David Coverdale de Whitesnake como sus más fuertes influencias.

## Biografía y carrera

### Inicios
Nacido en Zagreb en 1964, Matijevic vivió con su hermano y sus abuelos allí hasta 1970, cuando sus padres lo llevaron a la ciudad de Nueva York. Cuando Matijevic tenía 7 años, su familia se mudó a Connecticut. El hermano de Michael, John, aprendió a tocar guitarra, lo que despertó en el cierta curiosidad por la música, especialmente por el Country. 

### Steelheart
A la edad de 11 años descubrió la música de Led Zeppelin. Junto a su hermano formaron una banda llamada "Teazer", la cual tocaba versiones originales y algunos covers de bandas como Led Zeppelin y Black Sabbath. Meses después, abandona dicha agrupación y entra a ser parte de Steelheart, logrando gran éxito en Asia y Europa con su primer álbum, especialmente con la power ballad She's Gone. Sin embargo, en 1992, en una presentación en Denver, Colorado en la que abrían para la banda Slaughter, Michael se vio envuelto en un accidente en el que quedó gravemente lesionado, lo que puso fin a la banda por un periodo de tiempo considerable.

### Proyecto Rock Star
Años después fue invitado a participar en la película Rockstar, aportando la voz para el personaje interpretado por Mark Wahlberg. En dicha película actuaron, entre otros, músicos reconocidos de la escena Hard Rock como Zakk Wylde (Ozzy Osbourne, Black Label Society), Jeff Pilson (Dokken, Dio), Myles Kennedy (Alter Bridge, Slash), Jason Bonham (Bonham) y Jeff Scott Soto (Yngwie Malmsteen, Panther, Kuni, Alex Masi, Eyes, Talismán, Axel Rudi Pell, Journey, Takara, Gary Schutt, Human Clay, Soul SirkUS y W.E.T.) aportando la voz al personaje de Bobbie Beers, el cantante original de Steel Dragon.

## Discografía
- Steelheart (1990)
- Tangled In Reins (1992)
- Wait (1996)
- Rock Star (2001)
- Just A Taste (EP) (2006)
- Good 2B Alive (2008)
- Through Worlds Of Stardust (2017)

## Filmografía

### Apariciones en programas
- 2016: King of Mask Singer - participó como "A Quiet Sort of Lightning Man", (ep. 47-48)[2][3]